# Włodzimierz Mrozowski
Włodzimierz (Antoni) Mrozowski (ur. w 1920, zm. 20 kwietnia 1946 pod wsią Garnek) – major Ludowego Wojska Polskiego, uczestnik II wojny światowej.
W czasie II wojny światowej wstąpił do ruchu oporu. Początkowo należał do Gwardii Ludowej. W Armii Ludowej był żołnierzem 1 Brygada im. Ziemi Kieleckiej. W listopadzie 1944 roku przedarł się przez linię frontu niemiecko-radzieckiego i wstąpił w szeregi Wojska Polskiego zorganizowanego przez gen. Zygmunta Berlinga. W sierpniu 1945 roku został skierowany do 6 pułku piechoty, gdzie początkowo pełnił służbę w stopniu kapitana. W pułku wchodzącym w skład  2 Dywizji Piechoty sprawował funkcję zastępcy dowódcy do spraw polityczno-wychowawczych. Po zakończeniu wojny walczył z tzw. podziemiem zbrojnym. Poległ 20 kwietnia 1946 roku pod wsią Garnek.